# Michael Klim
Michael Klim (n. 13 august 1977, Gdynia, Republica Populară Polonă) este un înotător australian, medaliat olimpic. A participat la 3 ediții ale Jocurilor Olimpice (1996, 2000, 2004) în care a câștigat 3 medalii de aur, 4 medalii de argint și două medalii de bronz.